# Јонас Кнудсен
Јонас Јорт Кнудсен (Есбјерг, 16. септембар 1992) професионални је дански фудбалер који игра на позицији одбрамбеног играча за ФК Малме и репрезентацију Данске. 
Пре него што је потписао уговор са Ипсвич Тауном 2015. године, наступао је за Есбјерг (2009—2015). Познат је по изузетним извођењима аутова; у Данској су његова извођења аутова упоређивана с извођењима Рорија Делапа.

## Признања
Есбјерг
- Прва дивизија Данске у фудбалу: 2011/12.[4]
- Куп Данске у фудбалу: 2012/13.

Појединачна
- Играч године Есбјерга: 2014/15.[5]